# Notommata endoxa
Notommata endoxa är en hjuldjursart som beskrevs av Myers 1933. Notommata endoxa ingår i släktet Notommata och familjen Notommatidae. Inga underarter finns listade i Catalogue of Life.